# Eleutherodactylus dolomedes
Eleutherodactylus dolomedes är en groddjursart som beskrevs av Hedges och Thomas 1992. Eleutherodactylus dolomedes ingår i släktet Eleutherodactylus och familjen Eleutherodactylidae. IUCN kategoriserar arten globalt som akut hotad. Inga underarter finns listade i Catalogue of Life.